# Nicolas Engel (homme politique)
Pour les articles homonymes, voir Engel et Nicolas Engel.
Nicolas Engel (1854 - ap. 1918) est un homme politique allemand. Il fut député allemand au Landtag d'Alsace-Lorraine de 1911 à 1918.

## Biographie
Nicolas Engel voit le jour le 10 mai 1854, à Maar bei Trier, en Allemagne. Après la défaite française de 1871, l'Alsace-Lorraine est annexée à l'Allemagne. Des opportunités s'offrent aux émigrés allemands dans la nouvelle Alsace-Lorraine. Ingénieur, Nicolas Engel est nommé directeur d'exploitation minière à Moyeuvre-Grande. Maire de la commune, il s'intéresse bientôt à la politique. Il devient conseiller au Bezirkstag de lorraine, l'assemblée du district de Lorraine et membre du Landesausschuss.
Dans le paysage politique régional, on assiste à l’implantation progressive des partis politiques de type allemand, corrélativement à l'émergence d’une politique régionale propre au Reichsland et à ses enjeux. Ces nouveaux enjeux le poussent, en 1911, à se présenter aux élections du Landtag d'Alsace-Lorraine, l'assemblée législative d'Alsace-Lorraine. Nicolas Engel est élu député sur la circonscription de Hayingen-Großmoyeuvre, siégeant avec l’étiquette Lothringer Block, "Bloc lorrain". Opposé aux socialistes du SPD, aux libéraux du Elsässische Fortschrittspartei et aux centristes du Elsaß-Lothringische Zentrumspartei, Nicolas Engel défend au Landtag une politique favorable à la Lorraine.

## Mandats électifs
- octobre 1911- novembre 1918 : circonscription de Hayingen-Großmoyeuvre - Lothringer Block

## Sources
- François Roth, La Lorraine annexée, ed. Serpenoise, 2007 ;
- François Roth: La vie politique en Lorraine au 20e siècle, Presses universitaires de France, 1985 ;
- Regierung und Landtag von Elsaß-Lothringen 1911–1916, Biographisch-statistisches Handbuch, Mühlhausen, 1911 (p.216).